# Goral-do-himalaia
O goral-do-himalaia (Nemorhaedus goral), também conhecido como goral-do-himalaia-cinzento ou goral-cinzento, é uma espécie de goral que se encontra na China, Índia, Paquistão, Nepal e Butão.

## Taxonomia
O nome binomial atual, Naemorhedus goral, é de autoria de Hardwicke (1825). Os sinónimos Antilope goral (Hardwicke, 1825) e Urotragus bedfordi (Lydekker, 1905) também são aceitos. São reconhecidas duas subespécies do N. goral: o N. goral goral e o N. goral bedfordi.

## Descrição e ecologia
O comprimento da cabeça e corpo é de 95-130 centímetros, a altura dos ombros é de 66-71 centímetros, peso de 35-42 quilogramas, chifres de 13-18 centímetros em média e cauda relativamente curta, geralmente mais curta que 7,5 centímetros. Os chifres de machos podem atingir 20 centímetros regularmente, enquanto os de fêmeas atingem apenas 10-15 centímetros. O maior chifre da espécie já registrado foi coletado na Índia, em 1902, e media 23,2 centímetros de comprimento, com uma circunferência de 9,5 centímetros. A pelagem de verão é bem clara, variando de marrom-acinzentado avermelhado a castanho-amarelado. As partes ventrais do corpo são mais claras. A transição de cor na cabeça é gradual, enquanto que na garganta é bem definida.  A pelagem de inverno é semelhante à de verão, diferenciada por ser mais acinzentada. Os jovens tem cores virtualmente indênticas aos adultos.
A espécie é diurna, estando mais ativa pelo início da manhã e final da tarde, podendo ser ativa pelo dia inteiro em dias nublados. Territórios de grupos são tipicamente 40 hectares, com machos ocupando territórios de 22-25 hectares durante a temporada de acasalamento. Os machos são geralmente solitários, em outros casos encontrando-se em grupos de 4-12 indivíduos. A dieta consiste de grama, folhas, ramos, frutas e nozes. Machos e fêmeas atingem a maturidade com 3 ou às vezes 2 anos. A duração da gestação é de 170-218 dias, com uma única cria nascendo.

## Distribuição e habitat
A espécie é distribuída pela cordilheira do himalaia, no Butão, China (sul do Tibete), norte da Índia (Sikkim), Nepal e norte do Paquistão. As duas subespécies, N. goral goral e N. goral bedfordi, encontram-se separadas pelo Nepal. O N. goral habita áreas de montanha íngrime e às vezes utiliza áreas de florestas nas enconstas, porém se situa primariamente em terreno acidentado. Eles alimentam-se em cumes com grama ou encostas íngrimes rochosas, porém buscam abrigo em saliências de rochas. Pode se esconder em florestas ou fendas de rochas.